# Can Sapera
Can Sapera és una masia del poble de Bigues, en el terme municipal de Bigues i Riells, a la comarca catalana del Vallès Oriental.
Està situada en el sector nord del Rieral de Bigues, a prop dels edificis nou i vell de la Casa de la Vila. És a prop i a l'esquerra del Tenes, al nord de Can Prat Corona i al nord-oest de Can Prat Nou.
Forma part de les seves dependències l'antic molí d'oli (trull) de Can Sapera, situada al costat de llevant de la casa pairal.
És al capdamunt del carrer d'Anna Mogas.